# All Eyez on Me (dal)
Az All Eyez on Me Monica amerikai énekesnő első kislemeze harmadik, All Eyez on Me című stúdióalbumáról. A dal részletet használ fel Michael Jackson 1983-as, P.Y.T. (Pretty Young Thing) című dalából, melyet Quincy Jones és James Ingram írt.
Az All Eyez on Me-t, ami Monica első kislemeze volt új kiadójánál, a J Recordsnál, 2002 júniusában küldték el az amerikai rádióállomásoknak az album első kislemezeként. A dal azonban az énekesnő korábbi számaihoz viszonyítva nem aratott különösebb sikert, ahogy a következő kislemez, a Too Hood sem; ez volt az egyik oka annak, hogy az albumot végül csak Japánban adták ki, az amerikai és nemzetközi piac számára pedig Monica átdolgozta, és végül After the Storm címmel jelent meg 2003-ban.

## Felvételek
Az All Eyez on Me az egyik első dal volt, melyet Monica, Rodney Jerkins és a Darkchild csapat írt az albumra, és egyike az album kilenc olyan dalának, aminek az énekesnő társszerzője volt. Monica a dalt nyáriasnak írta le és Michael Jackson P.Y.T. (Pretty Young Thing)-jéhez hasonlította, amiből a dal részletet használ fel. Jackson személyesen vitte el Monicának a dal eredeti masztereit.
A dal címe egyben tiszteletadás Tupac Shakurnak, akinek All Eyez on Me című 1996-os dala inspirálta Monicát. A Vibe Magazine-nak adott interjújában azt nyilatkozta, „ez nem afféle öntelt, nagyképű dal, nem azt mondom, hogy mindenki engem bámul… csak azt akartam mutatni, hogy szeretem jól érezni magam.”
Az album átdolgozott változatára, az After the Stormra nem került fel a dal, mert nem illett az album többi dalához. „Úgy éreztem, az első kislemez nagyszerű dal, de nem jellemző az album egészére, félrevezető” – magyarázta Monica.

## Fogadtatása
A dal először az Egyesült Államokban jelent meg, és a 2002. június 29-cel kezdődő héten az első helyen nyitott a Billboard Bubbling Under R&B/Hip-Hop Singles slágerlistáján. Egy héttel később felkerült a Hot R&B/Hip-Hop Singles & Tracks slágerlistára is, ahol a 67. helyen nyitott A mainstream rádióknak azonban csak augusztus közepén küldték el, így csak ekkor kerülhetett fel a Billboard Hot 100 slágerlistára, a 7. helyre. Egy héttel később érte el legmagasabb helyezését, a 69-et, ezzel ez lett Monica legkevésbé sikeres olyan kislemeze, amely egy album első kislemezeként jelent meg, és az 1999-es Street Symphony óta a legkevésbé sikeres olyan kislemeze, amihez videóklip készült. Bár az eladási példányszám sem közelítette meg a korábbi dalokét, az All Eyez on Me kicsit sikeresebb lett a Billboard többi slágerlistáján: a 19. helyre került a Rhythmic Top 40 slágerlistán és a top 40-be a Hot R&B/Hip-Hop Singles & Tracks, Hot R&B/Hip-Hop Airplay és a Top 40 Mainstream listákon.
Az USA-n kívül Új-Zélandon (29. hely) és Ausztráliában (39. hely) került fel a slágerlistára; Németországban és Svájcban csak a lista alsó felébe került fel. Itt Monica legutolsó olyan kislemeze, ami felkerült a listákra, mert az ezt követő kislemezek vagy nem jelentek meg, vagy nem kerültek fel a listákra.

## Videóklip
A dal videóklipjét Chris Robinson rendezte és nagyrészt Hollywoodban forgatták, 2002. július 14–15-én. Szerepel benne Missy Elliott, Jermaine Dupri, Ludacris, Trina, Mia X és Monica öccse, Montez Arnold. A klip koreográfusa Devyne Stephens. A klipet először a BET Access Granted műsorában mutatták be 2002. július 26-án.

## Számlista
| CD maxi kislemez (Ausztrália) 1. All Eyez on Me (Radio Edit) – 3:58 2. All Eyez on Me (Blacksmith Club Radio Mix) – 4:22 3. All Eyez on Me (MaUVe Vocal Mix) – 7:33 4. All Eyez on Me (MaUVe Dub Mix) – 7:14 CD maxi kislemez (Európa) 1. All Eyez on Me (Radio Edit) – 3:58 2. All Eyez on Me (Blacksmith Club Radio Mix) – 4:22 3. All Eyez on Me (MaUVe Vocal Mix) – 7:33 4. All Eyez on Me (MaUVe Dub Mix) – 7:14 5. All Eyez on Me (videóklip) | 12" kislemez (Egyesült Királyság) 1. All Eyez on Me (Solid Groovez Vocal Mix) 2. All Eyez on Me (Solid Groovez Dub Mix) 12" kislemez (Egyesült Királyság, promó) 1. All Eyez on Me (Mauve Vocal Mix) – 7:33 2. All Eyez on Me (Mauve Dub) – 7:14 12" maxi kislemez (USA) 1. All Eyez on Me (Radio Edit) – 3:58 2. All Eyez on Me (Instrumental) – 3:58 3. All Eyez on Me (Radio Mix) – 3:58 4. All Eyez on Me (A cappella) – 3:58 |

## Helyezések
| Slágerlista (2002)                        | Legmagasabb helyezés |
| ----------------------------------------- | -------------------- |
| USA Billboard Hot 100                     | 69                   |
| USA Billboard Hot R&B/Hip-Hop Singles     | 34                   |
| Ausztrál ARIA kislemezlista               | 39                   |
| Német kislemezlista                       | 81                   |
| Németország, fekete előadók slágerlistája | 2                    |
| Svájci kislemezlista                      | 88                   |
| Új-zélandi RIANZ kislemezlista            | 29                   |